# Strilkove, Henicesk
Strilkove (în ucraineană Стрілкове) este o comună în raionul Henicesk, regiunea Herson, Ucraina, formată numai din satul de reședință.

## Demografie
Componența lingvistică a comunei Strilkove
     Rusă (67,2%)
     Ucraineană (26,17%)
     Tătară crimeeană (2,62%)
     Alte limbi (0,51%)
Conform recensământului din 2001, majoritatea populației comunei Strilkove era vorbitoare de rusă (67,2%), existând în minoritate și vorbitori de ucraineană (26,17%) și tătară crimeeană (2,62%).